# Костиленко Юрій Петрович
Юрій Петрович Костиленко (нар. 4 жовтня 1938, м. Ромни, Полтавська губернія (нині Сумська область) — анатом, доктор медичних наук, професор.

## Біографія
Юрій Петрович Костиленко народився 4 жовтня 1938 року в місті Ромни Сумської області. Після закінчення середньої школи навчався в Харківському стоматологічному інституті, який закінчив у 1966 році. Там розпочав свою діяльність. Нині працює там же (нині Українська медико-стоматологічна академія, Полтава). Юрій Петрович Костиленко — завідувач кафедри гістології, цитології та ембріології (від 1986 до 1994рр), завідувач (1994—2006), професор (від 2006) кафедри анатомії людини.

## Пріоритети
Юрій Костиленко ивчає особливості рельєфу внутрішньої поверхні порожнини серця людини, механізм зародження турбулентного руху крові в магістральних артеріях; етіологію і патогенез каріозних захворювань зубів людини. Вчений обґрунтував концепцію функціонування екзокринних залоз.

## Досягнення
- 1985- захистив дисертацію і отримав ступінь Доктор медичних наук
- 1987— Юрій Петрович Костиленко присвоєно вчене звання професора.

## Наукові праці
- Структура щелей между секреторными клетками концевых отделов небных слюнных желез // Арх. анатомии, гистологии и эмбриологии. 1987. Т. 112, вып. 2
- Базисная функция слюнных желез. П., 1999
- Структура эмали и проблема кариеса. П., 2007 (співавторство)
- Метод изготовления гистологических препаратов, равноценных полутонким срезам большой обзорной поверхности, для многоцелевых морфологических исследований // Морфология. 2007. № 5 (співавторство)
- Ультраструктурные особенности альтерации дентина при физиологической стираемости эмали, кариесе и флюорозе зубов // Дент Арт. 2010. № 3 (співавторство).